# Comuna Perekallea, Zaricine
Perekallea (în ucraineană Перекалля) este o comună în raionul Zaricine, regiunea Rivne, Ucraina, formată din satele Perekallea (reședința), Ricikî și Tîhovîj.

## Demografie
Componența lingvistică a comunei Perekallea
     Ucraineană (99,63%)
     Alte limbi (0,37%)
Conform recensământului din 2001, majoritatea populației comunei Perekallea era vorbitoare de ucraineană (99,63%), existând în minoritate și vorbitori de alte limbi.